# Suzanne et les Vieillards (Rembrandt)
Suzanne et les Vieillards est une peinture à l'huile sur panneau de bois réalisée par Rembrandt datant de 1647. Le tableau relate l'épisode biblique de Suzanne, rapporté dans le Livre de Daniel. Le tableau est actuellement conservé à la Gemäldegalerie de Berlin.

## Histoire

### Création

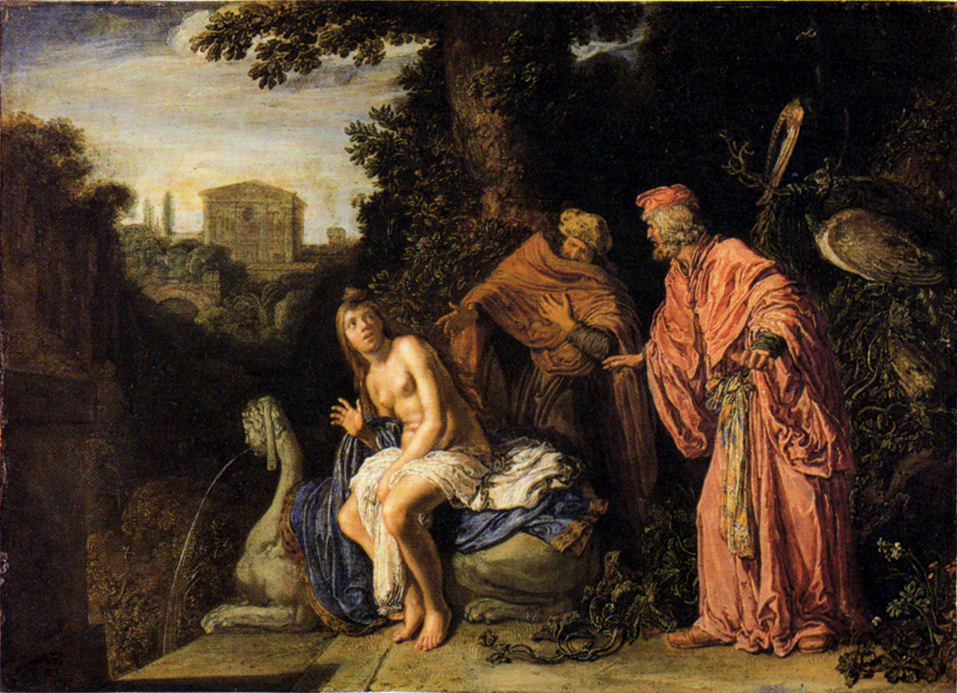
Suzanne et les Vieillards de Pieter Lastman, inspiration de la version de Rembrandt.

Lorsque Rembrandt peint Suzanne et les Vieillards, la présence de thèmes religieux dans l'art est moins courant en Hollande que dans le reste de l'Europe, la plupart de ces peintures provenant de Rembrandt lui-même. Cela est dû à la montée du protestantisme en Hollande et à une perte d'intérêt pour les traditions catholiques de l'époque.  Cependant, alors que Rembrandt étudie de nombreux sujets modernes pour son travail, il continue à explorer les thèmes bibliques, malgré leur popularité décroissante. Pour Suzanne et les Vieillards, il se base sur un tableau du même nom de son professeur, Pieter Lastman. Rembrandt copie la peinture de Lastman dans un dessin daté d'environ 1636, comme étude pour son propre travail. La peinture que Rembrandt achève en 1647 est cependant sensiblement différente de la composition de Lastman, à l'exception de quelques similitudes dans l'arrière-plan. Alors que dans le Suzanne de Lastman, les personnages jouent tous des rôles plus passifs, celui de Rembrandt représente une scène active, avec un vieillard qui s'empare de Suzanne pendant qu'elle se tord pour lui échapper. Seul le palais en arrière-plan fait écho au travail de son mentor.  Peu de temps après avoir terminé son œuvre, Rembrandt la vend à un collectionneur nommé Adriaen Banck pour le prix de 500 florins.

### Modifications ultérieures
En 2015, il apparaît que le peintre et collectionneur Joshua Reynolds a modifié Suzanne et les Vieillards après l'avoir acquis pour sa collection à la fin du XVIIIe siècle. Des radiographies révèlent que de grandes parties de l'œuvre originale ont été peintes et que d'autres parties ont été enlevées avec des solvants. Reynolds a apporté des modifications à une grande partie de l'arrière-plan, ne laissant que les personnages de Rembrandt, le palais babylonien au loin et quelques éléments de premier plan intacts. On ne sait pas exactement pourquoi Reynolds a apporté de telles modifications à la peinture, mais il était connu pour modifier les tableaux de sa collection.

### Propriétaires
- Collection d'Adriaen Banck, 1647
- Collection d'Adriaen Maen, 1660
- Collection du baron Schonborn, 1738
- Collection de J. A. J. Aved, 1766
- Collection d'Edmund Burke, 1769
- Collection de Sir Joshua Reynolds, 1795[2]
- Acheté par Wilhelm von Bode pour le Kaiser-Friedrich Museum à Berlin, 1883[4]

## Contenu

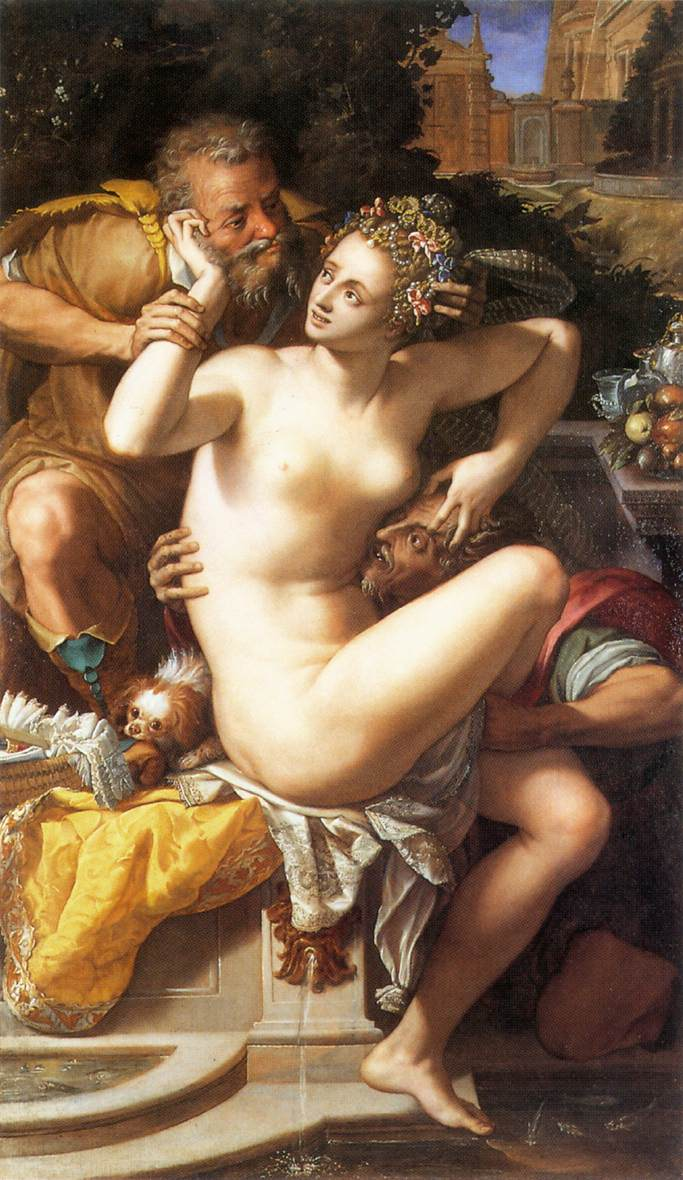
Alessandro Allori, Suzanne et les Vieillards, 1561.

La peinture représente l'histoire de Suzanne telle que connue dans la tradition chrétienne. Suzanne et les Vieillards est une scène biblique relativement courante dans l'art. Traditionnellement, cette histoire est interprétée comme traitant de la fidélité et de la justice de Dieu. Quand Suzanne est injustement accusée et risque d'être exécutée, elle prie et est sauvée par le plan que Daniel propose pour tester le témoignage des anciens.  Les artistes peignant cette scène ont généralement tendance à en accentuer l'érotisme, présentant Suzanne d'une manière attrayante. La plupart des représentations de cet épisode dépeignent Suzanne comme une tentatrice ou une figure semblable à Vénus. Cela est particulièrement visible dans la version d'Alessandro Allori, par exemple, où elle semble presque jouer avec les hommes plutôt que d'essayer de s'enfuir. Dans d'autres, comme celle de Lastman, l'intrusion des vieillards est davantage perçue comme un dérangement mineur que comme une agression. L'œuvre de Rembrandt, cependant, favorise une narration plus fidèle de l'histoire, sans l'aspect érotique, en se concentrant sur l'aspect moral et la personne de Suzanne en tant que victime.

## Description visuelle
Le Suzanne de Rembrandt présente une différence majeure par rapport aux versions précédentes. Alors que les peintures précédentes portaient sur le thème de la sensualité et de l'érotisme, Rembrandt montre la scène comme une tentative de viol, telle que décrite dans la Bible. Susanne tente de s'éloigner du vieillard  qui s'est emparé de son vêtement. Elle établit un contact visuel avec le spectateur, demandant peut-être de l'aide. Il a également été suggéré que le spectateur devienne en quelque sorte un participant de la scène, au lieu d'un voyeur caché comme dans d'autres versions. Son expression semble bouleversée, contrairement aux versions précédentes où elle a l'air perplexe ou même lubrique. Ainsi, le tableau est moins une œuvre érotique pour le client qu'une œuvre portant sur l'histoire elle-même.
La peinture a des couleurs riches, et présente les clairs-obscurs intenses qui font la renommée de Rembrandt. Suzanne est en train de se déshabiller et d'entrer dans le bassin pour prendre un bain lorsqu'elle est interrompue par les deux vieillards. Elle a l'air bouleversée alors que le plus jeune des deux attrape sa robe et la regarde. De nombreux détails de la peinture présentent des caractéristiques orientalistes. Ainsi, un paysage tropical luxuriant entoure le bassin. Les vieillards portent des vêtements orientaux, tels que leurs turbans. De plus, un palais babylonien est visible en arrière-plan. Ces éléments « orientaux » sont alors connus des artistes hollandais par le biais de livres illustrés rédigés par des commerçants s'étant rendus en Asie.  

Études de Rembrandt pour Suzanne et les Vieillards.
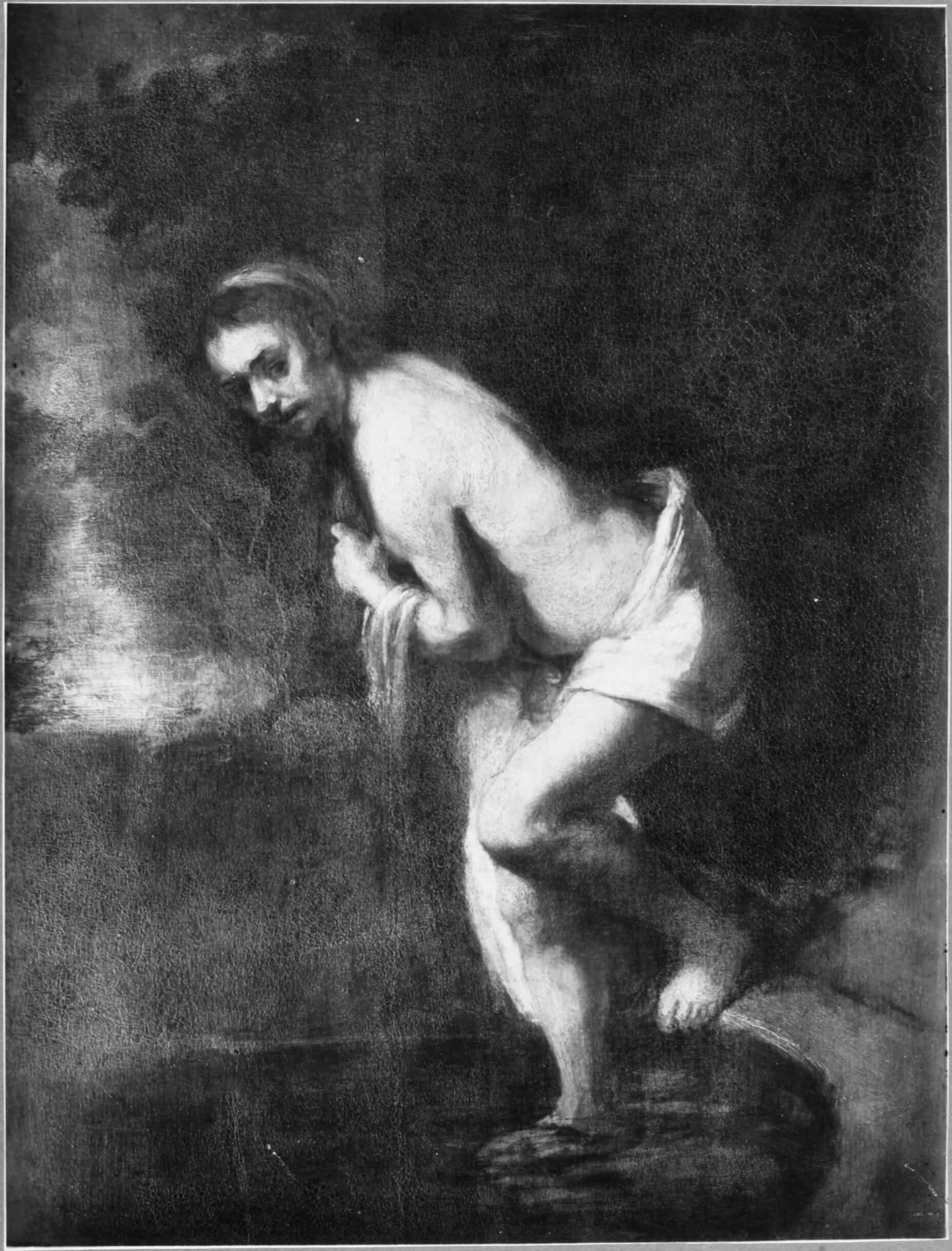
Musée du Louvre (HdG 58).
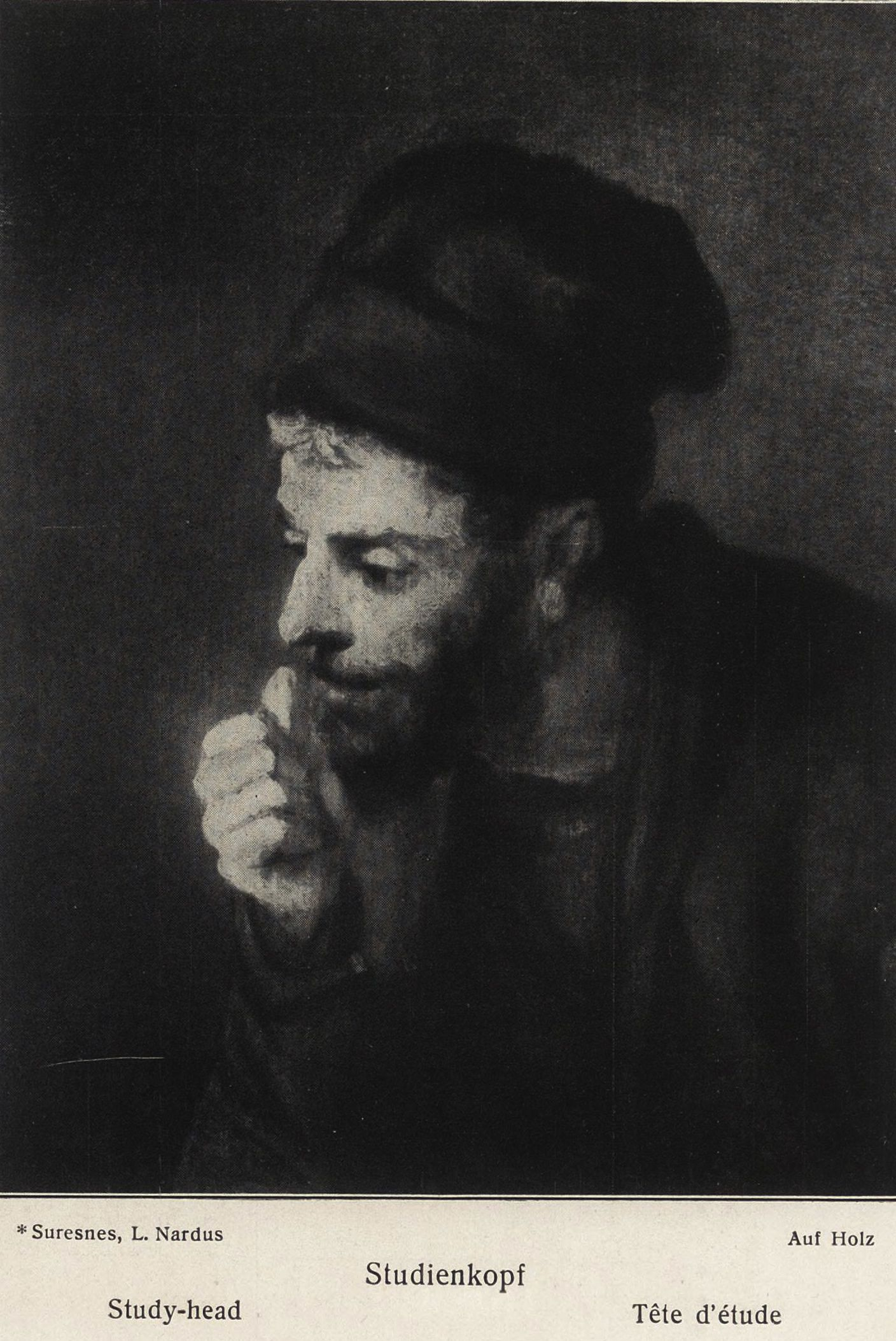
Collection privée (HdG 59).
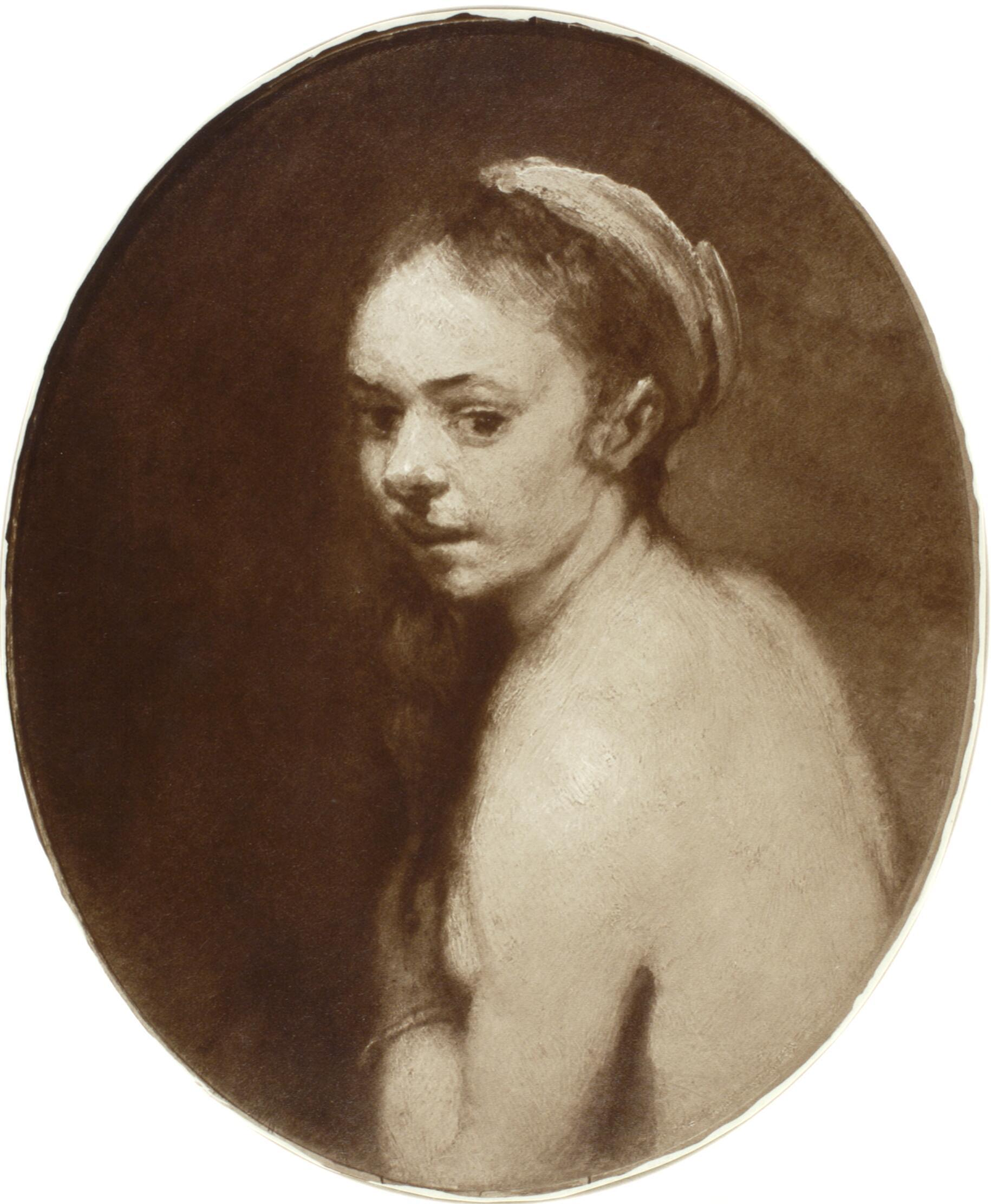
Musée Bonnat-Helleu (HdG 60).